# 1192
| Calendário gregoriano                                                        | 1192 MCXCII                                          |
| Ab urbe condita                                                              | 1945                                                 |
| Calendário arménio                                                           | 641 – 642                                            |
| Calendário bahá'í                                                            | -652 – -651                                          |
| Calendário budista                                                           | 1736                                                 |
| Calendário chinês                                                            | 3888 – 3889 Início a 16 de janeiro (aproximadamente) |
| Calendário copta                                                             | 908 – 909                                            |
| Calendário etíope                                                            | 1184 – 1185                                          |
| Calendários hindus - Vikram Samvat - Calendário nacional indiano - Cáli Iuga | 1247 – 1248 1113 – 1114 4292 – 4293                  |
| Calendário Holoceno                                                          | 11192                                                |
| Calendário islâmico                                                          | 588 – 589                                            |
| Calendário judaico                                                           | 4952 – 4953                                          |
| Calendário persa                                                             | 570 – 571                                            |
| Calendário rúnico                                                            | 1442                                                 |
| Calendário solar tailandês                                                   | 1735                                                 |

1192 (MCXCII, na numeração romana) foi um ano bissexto do século XII do Calendário Juliano, da Era de Cristo, e as suas letras dominicais foram E e D (53 semanas), teve início a uma quarta-feira e terminou a uma quinta-feira.
No reino de Portugal estava em vigor a Era de César que já contava 1230 anos.
| Ano completo                           |
| -------------------------------------- |
| Ano bissexto com início à quarta-feira |

## Eventos
- A Terceira Cruzada abandona sua missão de reconquistar Jerusalém e retorna para a Europa.
- Sancho I concede foral a Penacova.
- 20 de Dezembro Ricardo Coração de Leão é preso em Viena.

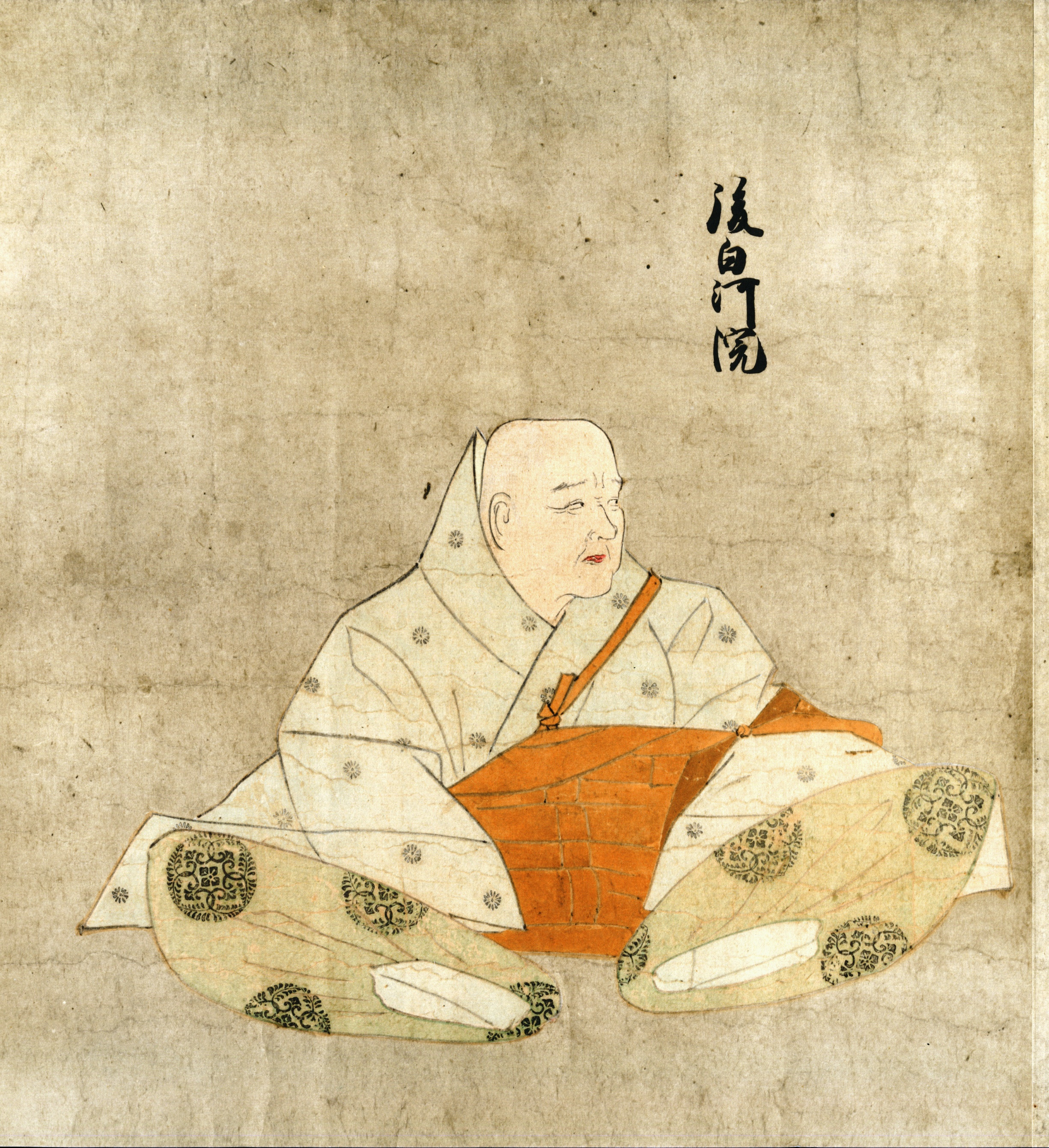
Go-Shirakawa Tennō, 77º Imperador do Japão. Pintura em papel. Museu das Colecções Imperiais no Palácio Imperial de Tóquio, Japão.

## Nascimentos
- Sancha II de Leão, rainha de Leão,
- Caicobado I - sultão seljúcida de Rum.

## Mortes
- 26 de Abril - Go-Shirakawa, 77º imperador do Japão.